# 맥주잔
맥주잔은 맥주 음용에 특화한 잔이다.

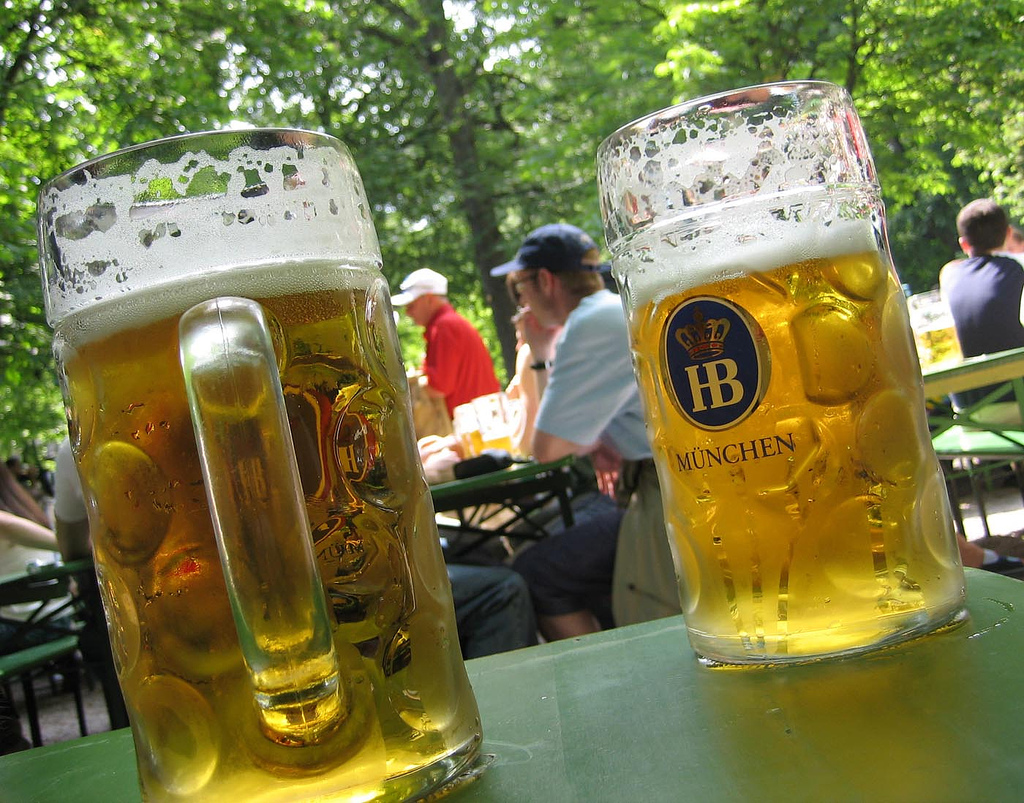
맥주잔

두꺼운 유리로 만들어진 것이 일반적이지만 맥주잔의 재질은 유리에만 국한되지 않으며, 석기, 도기, 퓨터, 목재를 포함한 물질로 이루어질 수 있다.

## 용적
| 용적       |
| ---------- |
| 125 ml     |
| 200 ml     |
| 250 ml     |
| 284/285 ml |
| 300 ml     |
| 330 ml     |
| 400 ml     |
| 425 ml     |
| 473 ml     |
| 500 ml     |
| 568/570 ml |
| 775/950 ml |
| 1 l        |
| 1140 ml    |
| 2 l        |

## 같이 보기
- 맥주병